# 錫爾夫雷塔阿爾卑斯山脈
46°52′N 10°07′E / 46.867°N 10.117°E

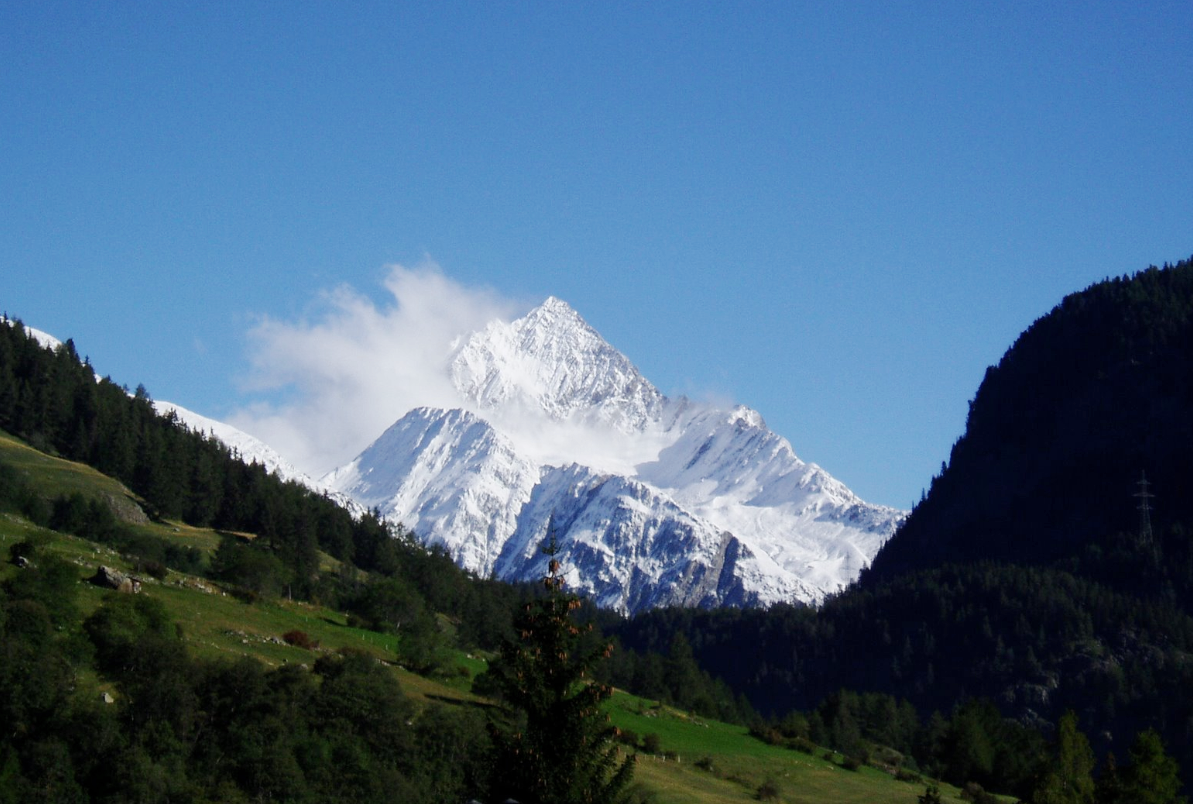

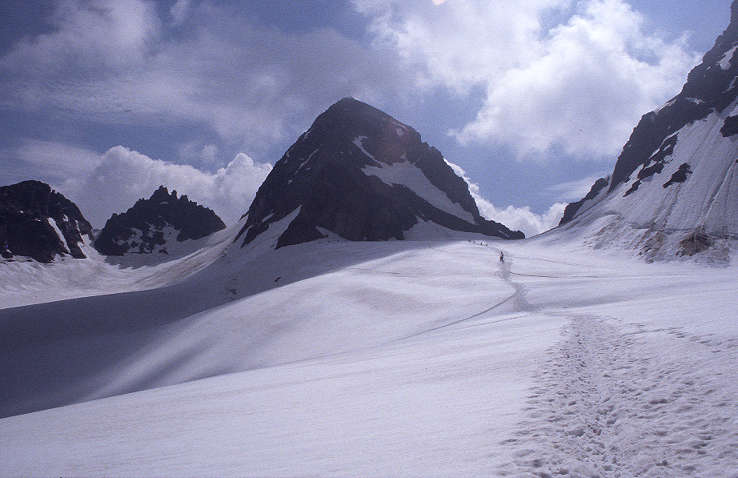

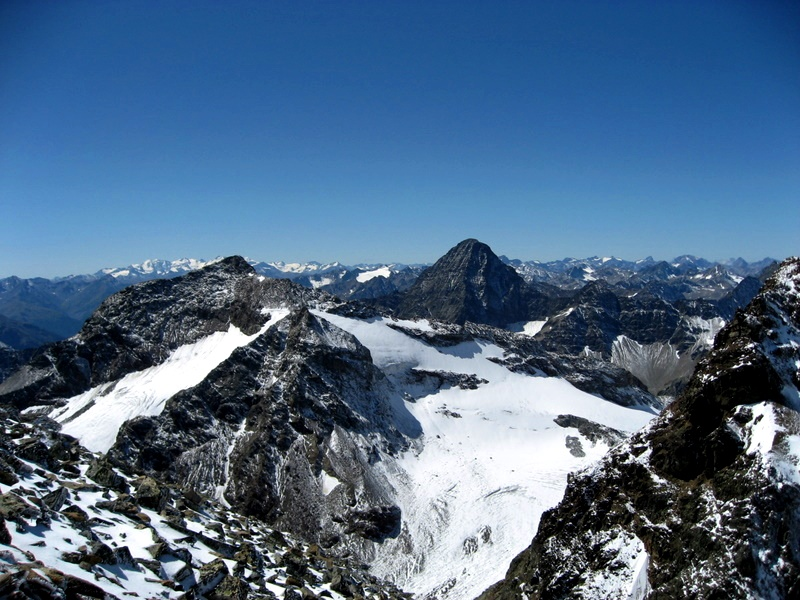

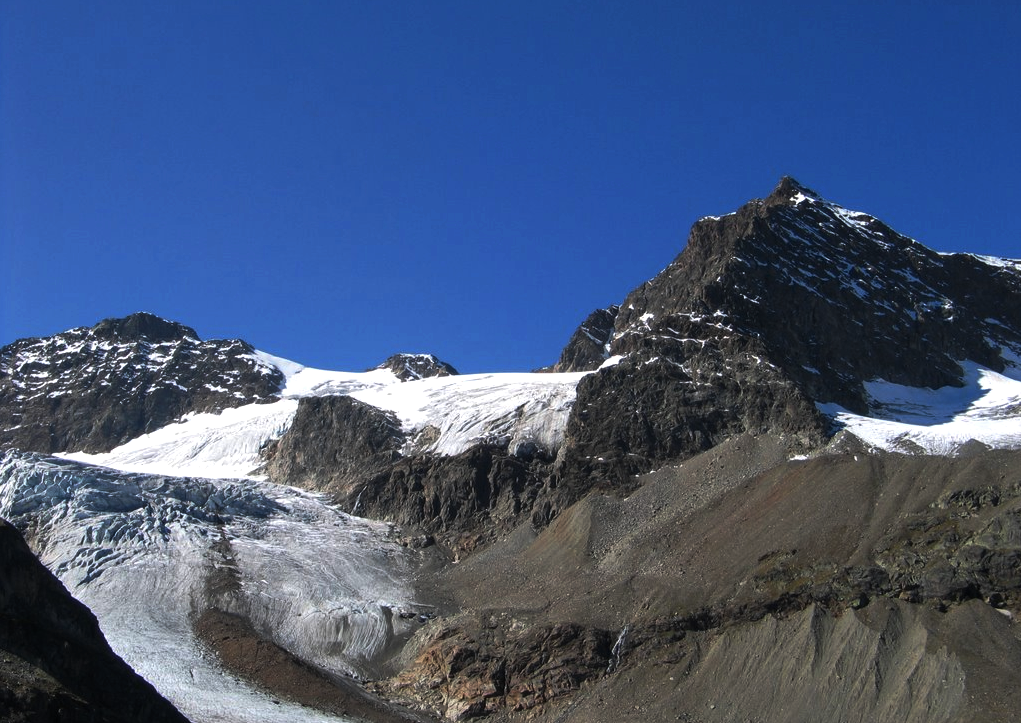

錫爾夫雷塔阿爾卑斯山脈是歐洲的山脈，橫跨奧地利、瑞士、意大利和斯洛文尼亞，最高點海拔高度3,410米，山體由片麻岩和片岩組成。